# Narcissus × carpetanus
Narcissus × carpetanus là một loài thực vật có hoa lai ghép trong họ Amaryllidaceae. Loài này được (Barra & G.López) Fern.Casas mô tả khoa học đầu tiên năm 1984.